# Saint-Marcel, Indre
Saint-Marcel là một xã ở tỉnh Indre ở miền trung nước Pháp. Xã này có diện tích 17,84 km², dân số năm 1999 là 1641 người. Khu vực này có độ cao trung bình 145 mét trên mực nước biển. 
Thị trấn này có sông Bouzanne.